# Macromerion schwartzenbergii
Macromerion schwartzenbergii és una espècie extinta de sinàpsid de la família dels esfenacodòntids que visqué durant el Gjelià (estatge final del Carbonífer superior) en allò que avui en dia és l'Europa Central. Se n'han trobat restes fòssils a la República Txeca. És un dels esfenacodòntids amb caràcters més derivats. Es tracta de l'única espècie reconeguda del gènere Macromerion.